# Únice
Únice (jusqu'en 1924 : Ounice ; en allemand : Aunitz) est une commune du district de Strakonice, dans la région de Bohême-du-Sud, en République tchèque. Sa population s'élevait à 62 habitants en 2020.

## Géographie
Unice se trouve à 7 km au nord-nord-ouest de Strakonice, à 59 km au nord-ouest de České Budějovice et à 95 km au sud-sud-ouest de Prague.
La commune est limitée par Třebohostice au nord, par Chrášťovice au nord-est, par Droužetice au sud-est et au sud, et par Krty-Hradec à l'ouest.

## Histoire
La première mention écrite du village date de 1308.

## Administration
La commune se compose de deux quartiers :
- Hubenov
- Únice